# داود بن ناصر الموصلي
داود بن ناصر الموصلي (توفي بعد 726هـ - 1326م) طبيب من أهل الموصل.

## ترجمته
أقام في حصن كيفا، فقيل له: الحَصْكَفي. ويلقب بطبيب الدولتين. له كتب، منها:
- (روضة الألبا في تاريخ الأطبا)
- (نهاية الإدراك والأعراض من الأقرباذينات) فرغ منه سنة 726 هـ
- (خاص الخاص الملتقط من خواص الخواص) في الطب، رآه صاحب ذيل الكشف.